# Tiger I
Tiger I là một loại xe tăng hạng nặng của Đức được sử dụng trong Thế chiến II, được sản xuất từ cuối năm 1942 như một loại tăng đương đầu với sức kháng cự mạnh đến không ngờ của lực lượng tăng thiết giáp Liên Xô trong những tháng đầu của Chiến dịch Barbarossa, đặc biệt là chiếc T-34 và KV-1. Tiger I là xe tăng đầu tiên của quân đội Đức được sản xuất hàng loạt có pháo chính là 8.8cm KwK 36, vốn trước đó là Flak 36 đã chứng minh tính hiệu quả trong việc chống lại xe tăng đối phương. Trong suốt cuộc thế chiến, Tiger I đã tham chiến trên tất cả các mặt trận của người Đức. Nó thường được triển khai thành các tiểu đoàn xe tăng hạng nặng độc lập, với sức mạnh khá lớn, nhưng bảo dưỡng nó cũng khá phức tạp, xe dễ gặp vấn đề động cơ và hệ truyền động, đồng thời cũng mất nhiều chi phí để chế tạo. Có 1.347 chiếc được chế tạo từ tháng 8 năm 1942 tới tháng 8 năm 1944.
Với vỏ giáp trước dày và hỏa lực mạnh, Tiger I là đối thủ đáng sợ của các xe tăng hạng trung đối phương như T-34 hoặc M4 Sherman. Ở mặt trận phía Tây, liên quân Mỹ – Anh không có xe tăng hạng nặng nên ưu thế của Tiger I vẫn được duy trì phần nào, mặc dù vậy, ưu thế trên không của Luftwaffe đã mất nên trên bầu trời, Đồng Minh mặc sức oanh tạc Tiger I, cộng thêm các biến thể sau này của xe tăng Anh - Mỹ đã được trang bị súng phù hợp để xuyên phá giáp trước của Tiger I. Ở mặt trận phía Đông, ưu thế của Tiger I trước lực lượng xe tăng Liên Xô không duy trì được lâu. Đầu năm 1944, Liên Xô đã sản xuất hàng loạt xe tăng hạng nặng IS-2 có hỏa lực và giáp vượt trội so với Tiger I, lại dễ sản xuất và bảo dưỡng hơn nhiều, khiến Tiger I mất ưu thế. Đến tháng 8 năm 1944, việc sản xuất Tiger I bị ngừng lại để nhường chỗ cho loại xe mạnh hơn là Tiger II , dù vậy Tiger I vẫn tiếp tục hoạt động trong biên chế quân đội Đức đến hết chiến tranh.
Chiếc xe được đặt tên hiệu "Tiger" bởi Ferdinand Porsche, và số đếm La Mã được thêm vào sau khi loại Tiger II đi vào sản xuất. Tên định danh chính thức ban đầu của Đức là Panzerkampfwagen VI Ausführung H ('Panzer VI phiên bản H', viết tắt PzKpfw VI Ausf. H), biến thể của Tiger I ausf H là PzKpfw VI Ausf. E vào tháng 3 năm 1943. Nó cũng có tên định danh kiểm kê là SdKfz181.
Ngày nay chỉ còn khoảng mười chiếc Tiger I còn lại trong các bảo tàng và nơi triển lãm trên khắp thế giới. Có lẽ phiên bản đáng chú ý nhất là chiếc Tiger số hiệu 131 tại Bảo tàng Xe tăng Bovington, hiện là chiếc duy nhất được bảo quản ở điều kiện có thể hoạt động.

## Thiết kế
Tiger I khác biệt so với những chiếc xe tăng thời kỳ đầu của Đức chủ yếu trong triết lý thiết kế của nó. Những chiếc xe tăng thời trước có độ cân bằng giữa tính cơ động, bảo vệ và hoả lực, và thỉnh thoảng có hoả lực kém hơn các đối thủ. Trong khi đó, Tiger I thể hiện một cách tiếp cận mới của Đức: hy sinh độ cơ động để tăng cường hoả lực và giáp bảo vệ cho xe.
Các cuộc nghiên cứu thiết kế cho một chiếc xe tăng hạng nặng mới đã bắt đầu năm 1937, mà không có bất kỳ kế hoạch sản xuất nào. Động lực cho loại Tiger ra đời chính là từ chất lượng của những chiếc T-34 Liên Xô mà quân đội Đức gặp phải năm 1941. Dù thiết kế chung và cách bố trí hầu như tương tự như chiếc xe tăng hạng trung trước đó là Panzer IV, Tiger nặng hơn gấp đôi. Điều này bởi lớp vỏ giáp rất dày, pháo chính lớn hơn và cùng với đó là dung tích nhiên liệu cùng trọng lượng đạn dược, động cơ lớn hơn, và hệ thống treo và chuyển động chắc chắn hơn. Nói cách khác, Tiger I chính là Panzer IV phóng to ra để có giáp dày hơn và pháo mạnh hơn để hủy diệt những xe tăng T-34 và KV-1 của Liên Xô.

### Giáp

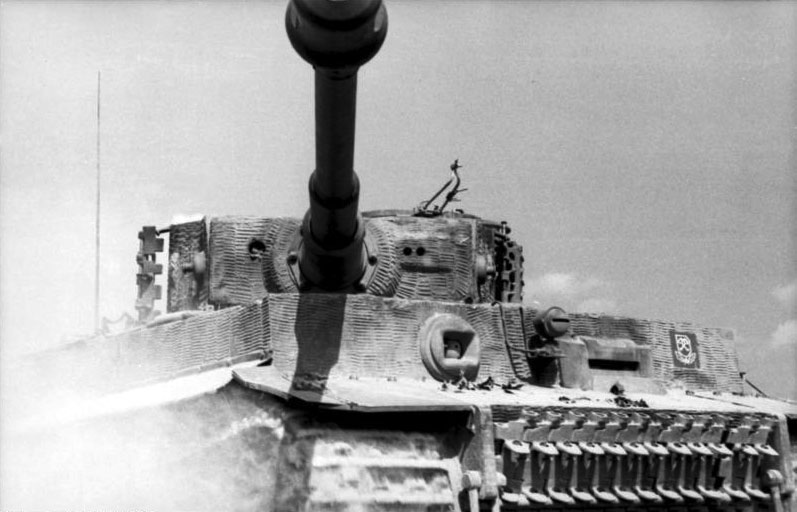
Vỏ giáp thân trước của Tiger I lên tới 100 mm. Chiếc xe tăng này đã được biên chế cho Schwere SS-Panzer-Abteilung 101 hoạt động ở miền bắc nước Pháp năm 1944

Tiger I có lớp vỏ giáp phía trước thân xe dày tới 100 mm và giáp trước tháp pháo tới 120 mm, so với 80 mm ở giáp trước thân xe và 50 mm ở giáp trước tháp pháo của những phiên bản Panzer IV cùng thời. Nó cũng có các tấm vỏ thân dày tới 60 mm và lớp giáp 80 mm ở cạnh và phía sau cấu trúc thượng tầng, hai bên tháp pháo và phía sau là 80 mm. Lớp giáp phía trên và phía dưới dày 25 mm, từ tháng 3 năm 1944 nóc tháp pháo được tăng bề dày lên tới 40mm. Các tấm giáp phần lớn là phẳng, với kiểu kết cấu cài. Các điểm nối giáp có chất lượng rất tốt, được dập hay hàn vào nhau chứ không phải bằng cách tán rivet.
Nhìn chung, giáp của Tiger I là rất tốt nếu so với những loại xe tăng hạng trung cùng thời, nó có thể chống chọi rất tốt với hỏa lực trên các loại xe tăng hạng trung vào năm 1943 như T-34/76 (mang pháo 76 mm) hoặc M4 Sherman (mang pháo 75 mm). Tuy nhiên, kết cấu vỏ giáp của Tiger I vẫn áp dụng kiểu giáp thẳng đứng cổ điển của những chiếc Panzer IV, do vậy cả xe nặng tới 57 tấn. Sau khi Tiger I ra đời không lâu, Liên Xô đã cho ra đời các dòng xe tăng hạng nặng như IS-1, IS-2 có vỏ giáp trội hơn nhiều so với Tiger I, nhờ áp dụng kiểu giáp nghiêng nên các loại xe này lại nhẹ hơn đáng kể (IS-2 chỉ nặng 46 tấn). Các loại xe tăng hạng trung của Đồng Minh cũng được nâng cấp hỏa lực, có thể xuyên thủng được giáp trước của Tiger I ở cự ly trung bình (tiêu biểu là các loại T-34/85 và M4A3E8 Sherman). Với việc vỏ giáp trở nên lạc hậu, từ tháng 8/1944, Đức đã ngừng sản xuất Tiger I để chuyển sang sản xuất loại xe tăng hạng nặng Tiger II có giáp dày hơn.

### Pháo
Cơ cấu khoá và khai hoả được lấy từ loại súng phòng không lưỡng dụng nổi tiếng "88" của Đức. Súng 8,8 cm Kwk 36 L/56 là biến thể được lựa chọn cho chiếc Tiger và, cùng với loại 8,8 cm Kwk 43 L/71 của Tiger II, là một trong những loại pháo có hoả lực đáng sợ và hiệu quả nhất trong Thế chiến II.
Pháo của Tiger có kính ngắm Zeiss Turmzielfernrohr TZF-9B có độ phóng đại 2,5x với trường nhìn 25°, chất lượng thấu kính khá tốt, đủ để ngắm bắn chính xác xe tăng địch ở cự ly 1.500 mét. Về sau, những chiếc Tiger I được trang bị kính ngắm một mắt TZF-9C có độ phóng đại 2 chế độ: 2,5x với trường nhìn 28° hoặc 5x với trường nhìn 14°, đây là một trong những loại kính ngắm tốt nhất của xe tăng thời đó. Đối thủ của Tiger I là xe tăng IS-2 của Liên Xô thì được trang bị kính ngắm TSh-17 có tính năng gần tương đương (độ phóng đại 4x với trường nhìn 16°). Trong những cuộc thử nghiệm của Anh, khẩu 88 mm đạt năm lần bắn trúng liên tiếp vào một mục tiêu 16x18 inch từ khoảng cách 1200 yard. Những chiếc Tiger được báo cáo đã hạ các xe tăng đối thủ từ những khoảng cách xa hơn 1,6 km, mặc dù hầu hết các trận đánh trong Thế chiến II đều diễn ra ở những khoảng cách thấp hơn thế nhiều.
Các loại đạn được sử dụng
- PzGr.39 (Đạn Xuyên Giáp Đầu Cứng "Armour Piercing Ballistic Capped Shell")
- PzGr.40 (Đạn Xuyên Giáp Hỗn Hợp Cứng "Armour Piercing Composite Rigid")
- Hl. Gr.39 (Đạn Nổ Mạnh "High Explosive")
- Sch Sprgr. Patr. L/4.5 (Đạn Chống Bộ Binh "Incendiary Shrapnel")

### Tính cơ động

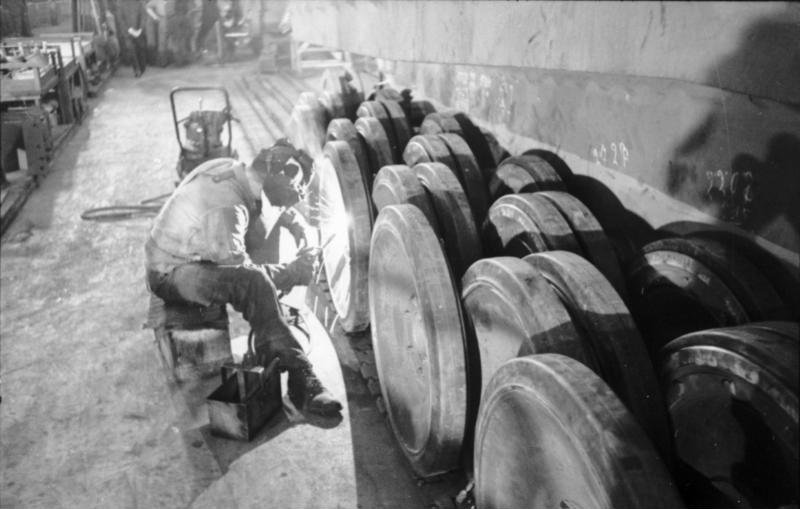
Cảnh sản xuất các bánh gối và chen của Tiger I

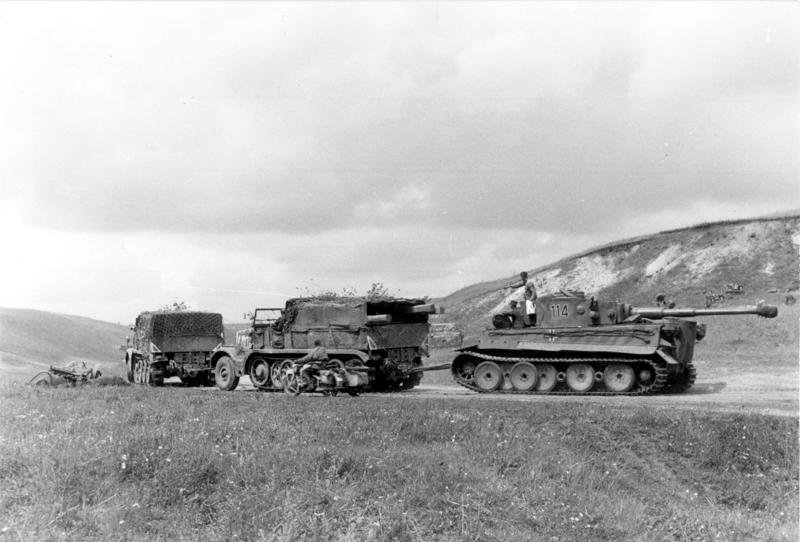
Tiger I được tời kéo bởi 2 chiếc Sd.Kfz. 9

Xe tăng Tiger I quá nặng với hầu hết các cây cầu, vì thế nó được thiết kế để có thể đi qua nơi nước sâu bốn mét. Điều này đòi hỏi những cơ cấu phức tạp để thông gió và làm mát khi nó đang lội nước. Ít nhất nó cần 30 phút để chuẩn bị lắp đặt, tháp pháo và pháo được bịt lại ở phía trước, và một ống thông hơi lớn được dựng lên ở phía sau. Chỉ 495 chiếc đầu tiên được trang bị hệ thống lội nước này; tất cả các model sau đó đều chỉ có khả năng lội qua hai mét nước.
Phía sau xe là một khoang động cơ với hai khoang khác ở bên cạnh, mỗi khoang này có bình nhiên liệu, hệ thống tản nhiệt, và các quạt gió. Động cơ xăng là loại 12-xi lanh Maybach HL 210 P45 21 lít (1282 cuin) với 650 PS (641 hp, 478 kW). Dù là một động cơ tốt, nó vẫn chưa đủ khoẻ cho chiếc xe. Từ chiếc Tiger số 250 trở đi, nó được thay thế bằng loại HL 230 P45 (23 lít/1410 cuin) nâng cấp với 700 PS (690 hp, 515 kW). Động cơ hình chữ Vi với hai hàng xi lanh 60 độ. Một bộ phận khởi động quán tính được lắp phía bên phải, dẫn động thông qua các cơ cấu xích qua một cổng ở phía sau xe. Động cơ có thể được nhấc ra qua một cửa sập trên mái thân.
Động cơ dẫn động các bánh xích phía trước, được lắp đặt khá thấp. Tháp pháo mười một tấn có một động cơ thủy lực được dẫn động bởi năng lượng lấy từ động cơ. Một vòng quay 360° mất khoảng một phút. Hệ thống treo dùng mười sáu thanh lò xo, với tám lò xo treo mỗi phía. Có ba bánh xe trên mỗi tay lò xo, khiến chiếc xe tăng có khả năng băng đồng tốt. Các bánh xe có đường kính 800 mm và được gối và chen lẫn nhau. Việc thay thế một bánh phía trong đã mất lớp vỏ (thường xuyên xảy ra) cũng đòi hỏi phải tháo dỡ nhiều chiếc phía ngoài. Các bánh xe cũng có thể bị kẹt bởi bùn hay tuyết đóng băng. Cuối cùng, một thiết kế bánh xe 'thép' mới, rất giống các bánh xe trên Tiger II, với một lớp vỏ phía trong được thay thế, khiến giống như chiếc Tiger II, chỉ gối mà không chen.
Để đỡ trọng lượng quá lớn của chiếc Tiger, hai bánh xích có cỡ rộng chưa từng thấy là 725mm. Để đáp ứng các giới hạn về trọng lượng vận chuyển trên đường sắt, hàng bánh phía ngoài phải bỏ đi và một loại bánh xích đặc biệt 520mm dùng trong vận chuyển được lắp vào. Với một kíp lái tốt, việc thay xích mất 20 phút.
Một đặc điểm mới khác là hộp số điều khiển thủy lực Maybach-Olvar và hệ thống truyền động bán tự động. Trọng lượng quá nặng của chiếc xe tăng cũng đòi hỏi một hệ thống lái mới. Thay cho các thiết kế khớp ly hợp và phanh của những loại xe nhẹ hơn, một biến thể của hệ thống bán kính đơn Merritt-Brown của Anh được sử dụng. Hệ thống lái của chiếc Tiger là kiểu bán kính đôi, có nghĩa là hai bán kính quay cố định khác biệt có thể được thực hiện ở mỗi số; bán kính nhỏ nhất ở số một là bốn mét. Bởi chiếc xe có hộp số tám số, nên nó có mười sáu bán kính quay khác nhau. Nếu cần có một bán kính quay nhỏ hơn, chiếc xe tăng có thể quay bằng cách sử dụng phanh. Hệ thống lái dễ sử dụng và là tiến bộ so với thời kỳ đó. Tuy nhiên, các đặc điểm di chuyển của xe tăng vẫn còn nhiều điều đáng tiếc. Khi được dùng để tời kéo một chiếc Tiger hỏng, động cơ thường quá nóng và thỉnh thoảng khiến hỏng động cơ hay động cơ bốc cháy, vì thế các xe tăng Tiger bị quy định cấm tời kéo những đồng đội đang bị hỏng hóc. Bánh xe thấp hạn chế tầm vượt vật cản. Các bánh xích cũng có khuynh hướng trượt ngoài bánh xe, dẫn tới xe không thể chuyển động. Nếu xích bị trượt và xe bị kẹt, thường cần tới hai chiếc Tiger để kéo chiếc bị hỏng. Bánh xích bị kẹt cũng là một vấn đề lớn, vì độ căng lớn, thỉnh thoảng nó không thể nhả xích bằng cách bỏ các chốt xích. Thỉnh thoảng nó đơn giản là bật tung ra với một tiếng nổ. Xe kéo cứu chữa tiêu chuẩn của Đức Famo không thể kéo được Tiger; thông thường cần tới ba xe này để kéo một chiếc Tiger.

### Khoang kíp lái
Bố trí bên trong đúng theo kiểu các xe tăng của Đức. Phía trước là một khoang kíp lái mở, với lái xe và điện đài viên ngồi phía trước bên cạnh nhau ở hai phía của hộp số. Phía sau họ sàn tháp pháo bị bao quanh bởi các thanh tạo thành một bề mặt liên tục. Điều này giúp người nạp đạn dễ thao tác lấy đạn, chủ yếu được xếp trên các bánh xích. Hai người ngồi trong tháp pháo; pháo thủ phía trái súng, và chỉ huy phía sau anh ta. Cũng có một ghế gấp cho người nạp đạn. Tháp pháo có một sàn hình tròn và khoảng không cao 157 cm.

## Lịch sử thiết kế
Henschel & Son bắt đầu phát triển chiếc xe cuối cùng trở thành Tiger I tháng 1 năm 1937 khi Waffenamt yêu cầu Henschel phát triển một Durchbruchwagen (phương tiện đột phá) trong tầm 30 tấn. Chỉ một vỏ nguyên mẫu từng được chế tạo và nó không bao giờ được lắp tháp pháo. Hình dạng chung và hệ thống treo của Durchbruchwagen I rất giống với Panzer III trong khi tháp pháo lại rất giống với tháp pháo của Panzer IV Ausf-C với pháo 7.5 cm L/24 nòng ngắn. Trước khi Durchbruchwagen I hoàn thành, một yêu cầu mới đã được đưa ra cho một lớp xe nặng hơn 30 tấn với vỏ giáp dày hơn.
Đây chính là Durchbruchwagen II, có thể mang theo lớp vỏ giáp dày 50 mm phía trước và được lắp một tháp pháo của Panzer IV với pháo 7.5 cm L/24. Tổng trọng lượng xấp xỉ 36 tấn. Chỉ một chiếc vỏ được chế tạo và một tháp pháo không được lắp vào. Việc phát triển phương tiện này bị huỷ bỏ mùa thu năm 1938 để nhường chỗ cho các bản thiết kế VK 30.01(H) và VK 36.01(H) tiên tiến hơn. Cả vỏ nguyên mấu Durchbruchwagen I và II đều được dùng làm phương tiện thử nghiệm cho tới năm 1941.
Ngày 9 tháng 9 năm 1938, Henschel & Sohn nhận được giấy phép tiếp tục phát triển một xe tăng hạng trung VK30.01(H) và một xe tăng hạng nặng VK 36.01(H), cả hai đều rõ ràng có sự tiến bộ trong ý tưởng bánh xe gối và chen, để sử dụng làm chassis cho xe tăng, vốn đã được dùng trên những chiếc xe quân sự nửa bánh xích của Đức như SdKfz 7. VK30.01(H) được dự định sử dụng một súng 7.5 cm L/24 có tốc độ thấp để hỗ trợ bộ binh, một súng 7.5 cm L/40 lưỡng dụng để chống xe tăng, hay một pháo 10.5 cm L/28 trong một tháp pháo Krupp. Trọng lượng tổng thể là 33 tấn. Lớp vỏ giáp được thiết kế dày 50 mm ở những bề mặt phía trước và 30 mm ở hai bên. Bốn vỏ nguyên mẫu đã được hoàn thành để thử nghiệm. Hai trong số đó được dùng để tạo ra 12.8 cm Selbstfahrlafette L/61, cũng được gọi là Sturer Emil.
VK 36.01(H) được dự định có trọng lượng 40 tấn, mang lớp giáp dày 100 mm phía trước, 80 mm ở hai bên cạnh tháp pháo và 60 mm ở hai bên thân. VK 36.01(H) được dự định mang một súng 7,5 cm L/24, hay một 7,5 cm L/43, hay một 7,5 cm L/70, hay một 12,8 cm L/28 trong một tháp pháo Krupp trông rất giống với một tháp pháo Panzer IV Ausf C phóng to. Một vỏ nguyên mẫu đã được chế tạo, tiếp đó là năm vỏ khác. Sáu vỏ này được dự định làm vỏ nguyên mẫu và không bao giờ được lắp đặt trang bị và cuối cùng được sử dụng làm các điểm phòng ngự tĩnh dọc theo Atlantic Wall. Sự phát triển dự án VK 36.01(H) đã bị ngừng lại đầu năm 1942 nhường chỗ cho dự án VK 45.01 (H).
Kinh nghiệm chiến đấu của người Đức với loại xe tăng hạng nhẹ Somua S35 và xe tăng hạng nặng Char B1 của Pháp, và loại Matilda I cùng Matilda II xe tăng hạng nặng của Anh tháng 6 năm 1940 cho thấy Quân đội Đức cần những chiếc xe tăng được trang bị hỏa lực và vỏ giáp tốt hơn. Chiến thuật tốt hơn mang lại ưu thế trước lớp vỏ giáp dày của quân thù, nhưng người Đức đã không quan tâm.
Ngày 26 tháng 5 năm 1941, tại một cuộc họp về vũ khí trang bị, Henschel và Porsche được yêu cầu đệ trình các bản thiết kế cho một loại xe tăng hạng nặng 45 tấn, sẽ phải sẵn sàng vào tháng 6 năm 1942. Porsche đã làm việc để đệ trình một phiên bản cải tiến của chiếc nguyên mẫu tăng Leopard VK 30.01(P) của ông trong khi Henschel làm việc để phát triển một chiếc xe tăng VK 36.01(H) cải tiến. Henschel chế tạo hai nguyên mẫu. Một VK45.01(H) H1 với pháo 88 mm L/56 và một VK45.01(H) H2 sử dụng pháo 75 mm L/70.
Ngày 22 tháng 6 năm 1941, Đức triển khai Chiến dịch Barbarossa trong cuộc xâm lược Liên Xô. Người Đức đã ngạc nhiên trước đối thủ là những chiếc xe tăng hạng trung T-34 và xe tăng hạng nặng KV-1 của Liên Xô hoàn toàn vượt trội xo với bất kỳ thứ gì họ đang có ở thời điểm đó. Chiếc T-34 hầu như không thể bị hư hại với mọi loại súng của Đức bắn thẳng từ phía trước ngoại trừ súng 8,8 cm FlaK 18/36. Những chiếc Panzer III với pháo chính 5 cm KwK 38 L/42 có thể bắn xuyên hông những chiếc T-34, nhưng phải ở cự ly rất gần. Chiếc KV-1 hầu như không hề bị hư hại bởi bất kỳ loại vũ khí nào ngoại trừ 8,8 cm FlaK 18/36.
Sự xuất hiện của những chiếc T-34 Liên Xô là một cú sốc lớn, theo nhà thiết kế của Henschel Erwin Aders, "Đã có một sự kinh ngạc lớn khi mọi người phát hiện ra rằng những chiếc xe tăng Liên Xô vượt trội hơn bất kỳ thứ gì của Heer". Một lệnh tăng trọng lượng lên 45 tấn và tăng cỡ nòng súng lên 88 mm được lập tức đưa ra. Ngày trình nguyên mẫu được dự định vào 20 tháng 4 năm 1942, ngày sinh của Adolf Hitler. Tuy nhiên, không giống với xe tăng Panther, các bản thiết kế không tích hợp bất kỳ cải tiến nào của T-34: những ưu điểm từ kiểu giáp nghiêng không được quan tâm, chiều dày lớp vỏ giáp và trọng lượng của nó đã giúp chiếc Tiger có được điều này.
Porsche và Henschel đã đệ trình các thiết kế nguyên mẫu và chúng đã được cho cạnh tranh với nhau tại Rastenburg trước mặt Hitler. Thiết kế của Henschel được chấp nhận là thiết kế tổng thể tốt nhất, đặc biệt bởi loại động cơ xăng điện của Porsche cần rất nhiều đồng vốn là thứ kim loại chiến lược của chiến tranh. Việc sản xuất Panzerkampfwagen VI Ausf. H bắt đầu tháng 8 năm 1942. Khi chờ đợi các đơn hàng cho loại tăng Tiger của mình, Porsche đã sản xuất 100 chassis, sử dụng một số chiếc từ các nguyên mẫu Tiger của mình. Sau khi mất hợp đồng, chúng được dùng để chế tạo một loại súng/xe tăng tấn công hạng nặng mới. Mùa xuân năm 1943, 91 vỏ được chuyển thành Panzerjäger Tiger (P), cũng được gọi là Ferdinand, và theo lệnh của Hitler vào ngày 1 và 27 tháng 2 năm 1944, Elefant.
Tiger hầu như mới ở giai đoạn nguyên mẫu khi nó lần đầu tiên được vội vã đưa vào phục vụ, và vì thế những thay đổi cả lớn lẫn nhỏ đã được thực hiện trong suốt quá trình sản xuất. Một tháp pháo được thiết kế lại với vòm thấp và an toàn hơn là thay đổi đáng chú ý nhất. Để cắt giảm chi phí, khả năng lội nước và hệ thống lọc không khí ngoài bị bỏ đi.

## Lịch sử sản xuất

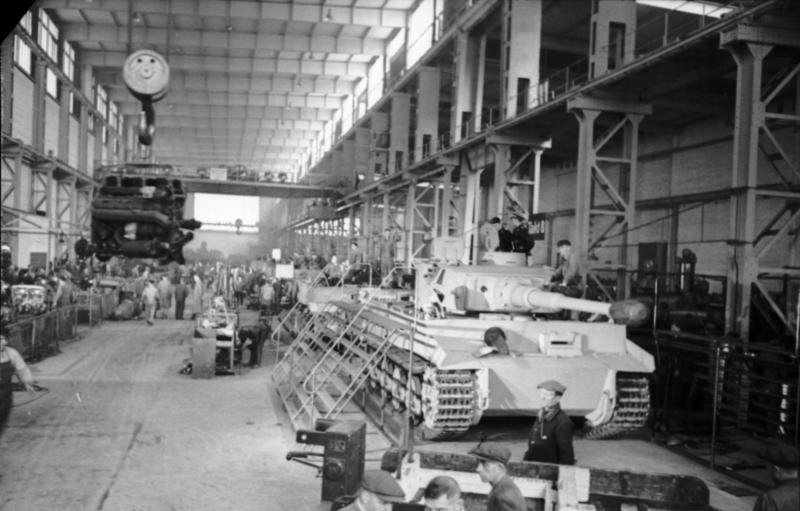
Nhà máy sản xuất tăng Tiger I

Việc sản xuất Tiger I bắt đầu tháng 8 năm 1942, và tới tháng 8 năm 1944 1,355 chiếc đã ra đời khi việc sản xuất ngừng lại. Sản xuất bắt đầu với tốc độ 25 chiếc mỗi tháng và lên tới đỉnh điểm vào tháng 4 với 104 chiếc mỗi tháng. Số lượng tăng cao nhất là 671 chiếc ngày 1 tháng 7 năm 1944. Nói chung, cần mất gấp đôi thời gian để chế tạo một chiếc Tiger I so với những chiếc tăng khác của Đức trong cùng thời kỳ. Khi loại tăng Tiger II cải tiến bắt đầu được sản xuất tháng 1 năm 1944, Tiger I nhanh chóng bị chấm dứt sản xuất.
Năm 1943, Nhật Bản đã mua nhiều mẫu thiết kế xe tăng Đức để nghiên cứu. Một chiếc Tiger I duy nhất rõ ràng đã được mua cùng với một chiếc Panther và hai chiếc Panzer III, nhưng chỉ những chiếc Panzer III thực tế được giao hàng. Chiếc Tiger chưa được giao được Chính phủ Nhật cho Wehrmacht của Đức mượn.
Trong thời gian sản xuất những sửa đổi thường xuyên được thực hiện và chiếc xe tăng cũng được tìm cách cải tiến tính năng hoạt động, hoả lực và giáp bảo vệ. Việc đơn giản hoá thiết kế đã được áp dụng, vùng với những thay đổi cho phù hợp với tình hình thiếu hụt vật liệu. Vì chính sách "vào đầu, ra cuối" (first in, last out) của các nhà máy, việc đưa những sửa đổi mới vào áp dụng có thể mất nhiều tháng. Chỉ riêng trong năm 1942, ít nhất có sáu thay đổi được thực hiện, bắt đầu với việc loại bỏ Vorpanzer (khiên giáp phía trước) khỏi các model tiền sản xuất trong tháng 4. Tháng 5, các tấm chắn bùn ở hai phía xe được thêm vào, trong khi những tấm chắn bùn có thể tháo lắp được tích hợp hoàn toàn vào tháng 9. Các hộp tạo khói, ba hộp bên mỗi phía tháp pháo, được thêm vào tháng 8 năm 1942. Trong những năm sau này, những thay đổi và nâng cấp tương tự cũng được thêm vào, như việc thêm Zimmerit cuối năm 1943.

### Chi phí
Một vấn đề lớn với Tiger I là chi phí sản xuất rất cao của nó nên chỉ có khá ít xe được chế tạo. Trong thế chiến II, hơn 40.000 chiếc Sherman của Mỹ và 58.000 chiếc T-34 của Liên Xô đã được chế tạo, so với chỉ 1.347 chiếc Tiger I và 492 chiếc Tiger II Đối thủ có cùng kích thước nhất của Tiger từ Hoa Kỳ là M26 Pershing (khoảng 200 chiếc đã được triển khai trong chiến tranh) và IS-2 từ Liên Xô (khoảng 3.800 chiếc IS-2 đã được chế tạo trong chiến tranh).
Một vài nguồn của Đồng Minh đã cho rằng chi phí của Tiger I là 250.800 RM, cao hơn rất nhiều so với xe tăng Panther là 117.100 RM, 82.500 RM của StuG-III, 96.163 RM của Panzer III Ausf-N, 103.462 RM của Panzer IV Ausf-G, 49.228 RM của Panzer II Ausf-F. Các số liệu chi phí trên không kể giá thành vũ khí, kính ngắm và bộ điện đàm Nếu tính cả chi phí giá thành vũ khí, kính ngắm, bộ điện đàm và đạn dược để chiếc Tiger I sẵn sàng chiến đấu thì sẽ tốn tổng cộng 399.800 RM (riêng khẩu pháo 88mm L/56 tốn 18.000 RM)
Tính theo thời giá 1945 và quy đổi ra đôla, một chiếc Tiger I có giá 120.000 USD (không kể giá thành vũ khí, kính ngắm và bộ điện đàm), cao gấp 2,2 lần một chiếc xe tăng Panther (55.000 USD), gấp 2,5 lần một chiếc Panzer IV (48.000 USD), gấp gần 3 lần một chiếc Panzer III (42.000 USD), gấp 3,2 lần một chiếc StuG-III (37.000 USD) và gấp gần 6 lần một chiếc Panzer II Ausf-F (22.000 USD).
Khi so với xe tăng hạng trung của đối thủ, chi phí của Tiger I cũng là rất cao: Tiger I có giá 190.000 USD khi trang bị đầy đủ vũ khí, trong khi xe tăng T-34 của Liên Xô có giá khoảng 25.470 USD (phiên bản T-34/76) hoặc 27.000 USD (phiên bản T-34/85), xe tăng M4 Sherman của Mỹ có giá khoảng 46.000 - 51.000 USD, xe tăng Cromwell có giá khoảng 42.700 USD. Như vậy, Tiger I có giá đắt gấp 7 lần so với T-34/85, hoặc gấp 4 lần so với M4 Sherman.

## Biến thể
Trong số các biến thể của Tiger, một máy phóng rocket giáp bảo vệ kiểu rút gọn, ngày nay thường được gọi là Sturmtiger, đã được chế tạo. Một biến thể khác, được đặt tên là "Bergetiger" thời hậu chiến là một chiếc tăng được phục hồi. Nó được trang bị một tời có khả năng nhấc chỉ hai tấn. Suy đoán việc tiếp tục phát triển hay không mẫu này và thực tế nó chỉ là một chiếc tăng được phục hồi khiến nó có khả năng hạn chế. Một giả thuyết khác rằng nó là một chiếc Tiger đã bị hư hại được chuyển đổi để rải mìn.Còn có một biến thể khác nữa là Tiger H2, Nó được 2 nhà sản xuất Porsche và Henschel thiết kế,chỉ có 1 mô hình tháp pháo 8,8 cmgỗ được tạo vì Henschel quyết tâm nhiều hơn vào loại Tiger H1; vào cuối năm 1943 tháp pháo 8,8 cm và 7,5 cm KwK 42 của nó bị loại bỏ.

## Lịch sử chiến đấu

### Tính năng của pháo và giáp

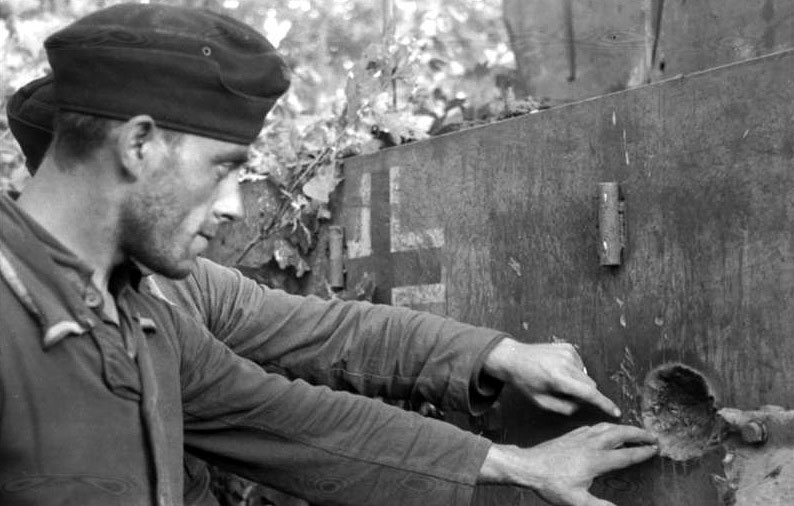
Lính Đức xem xét một vết đạn không xuyên thủng được vỏ giáp của Tiger

Giáp trước thân xe của Tiger I dày 100mm, giáp trước tháp pháo dày 120 mm, giáp sườn tháp pháo dày khoảng 80 – 82 mm. Giáp của Tiger I được đặt thẳng đứng ở tất cả các vị trí, nên chiếc xe trông giống như một hình hộp chữ nhật. Lớp giáp của Tiger đủ sức chống chịu tốt với hỏa lực của các loại xe tăng hạng trung vào năm 1943 như T-34-76 (phiên bản mang pháo 76,2 mm) hoặc M4 Sherman (phiên bản mang pháo 75 mm).
Những chiếc Tiger có khả năng bắn xuyên giáp trước của một chiếc M4 Sherman của Mỹ trong khoảng cách 1.800 và 2.100 mét, xe tăng Churchill IV của Anh trong khoảng cách 1.100 và 1.700 mét, xe tăng T-34 của Liên Xô trong khoảng cách 1.000 và 1.400 mét, và chiếc IS-2 của Liên Xô trong khoảng cách chỉ 100 tới 300 mét. Xe tăng T-34 Liên Xô được trang bị pháo 76,2 mm không thể bắn xuyên giáp trước của Tiger ở bất kỳ khoảng cách nào, nhưng có thể bắn xuyên giáp hông ở xấp xỉ 500 m bằng đạn BR-350P APCR. Ở góc lệch 30 độ, pháo 85 mm của T-34-85 có thể bắn xuyên giáp trước của Tiger trong khoảng 200 và 500 m,, nếu đứng thẳng góc thì pháo 85 mm dùng đạn APCBC có thể xuyên giáp trước thân xe của Tiger ở khoảng cách 1.000 mét, xuyên được giáp hông ở khoảng cách 1.500 mét. Pháo 122 mm của những chiếc xe tăng hạng nặng IS-2 dùng đạn xuyên giáp BR-471 có thể bắn xuyên giáp trước trong khoảng cách 500 – 1.500 m (hoặc 2.000 m nếu dùng đạn xuyên giáp nâng cấp BR-471B), và có thể xuyên lớp giáp hông của Tiger trong khoảng cách trên 2.500 m.
Từ góc chéo 30 độ, pháo 75 mm của chiếc M4 Sherman không thể bắn xuyên giáp trước của Tiger ở bất kỳ khoảng cách nào, và cần ở trong khoảng cách 100 m để có thể bắn xuyên lớp giáp hông xe dày 80 mm. Pháo 17-pounder của Anh sử dụng trên chiếc Sherman Firefly, bắn loại đạn APCBC thông thường, có thể xuyên thủng lớp giáp trước ở khoảng cách lên tới 1.600 m. Pháo 76 mm của Mỹ, nếu bắn đạn APCBC M62, chỉ có thể xuyên lớp giáp bên hông của Tiger trong khoảng cách chỉ hơn 500m, và chỉ có thể xuyên lớp giáp trước thân xe ở khoảng cách 200 mét. Sử dụng đạn xuyên giáp cao cấp HVAP, vốn luôn thiếu hụt và ban đầu được sản xuất cho các pháo chống tăng, có thể bắn xuyên thủng lớp giáp trước tháp pháo nhưng ở khoảng cách chỉ hơn 700 m.
Khi khoảng cách chiến đấu giảm, mọi loại pháo đều có khả năng xuyên giáp cao hơn (ngoại trừ đạn HEAT, vốn hiếm có trong Thế chiến II). Hoả lực xuyên giáp mạnh của Tiger I đồng nghĩa với việc nó có thể tiêu diệt nhiều đối thủ ở những khoảng cách chúng không thể đáp trả. Trên chiến trường trống trải, đây là một lợi thế chiến thuật lớn. Những chiếc xe tăng hạng trung của đối thủ thường buộc phải cố thực hiện một cuộc tấn công bên sườn để tiêu diệt một chiếc Tiger. Tiger I duy trì ưu thế này cho đến đầu năm 1944, khi nó bị hạ bệ bởi xe tăng hạng nặng IS-2 của Liên Xô.

### Những hoạt động đầu tiên

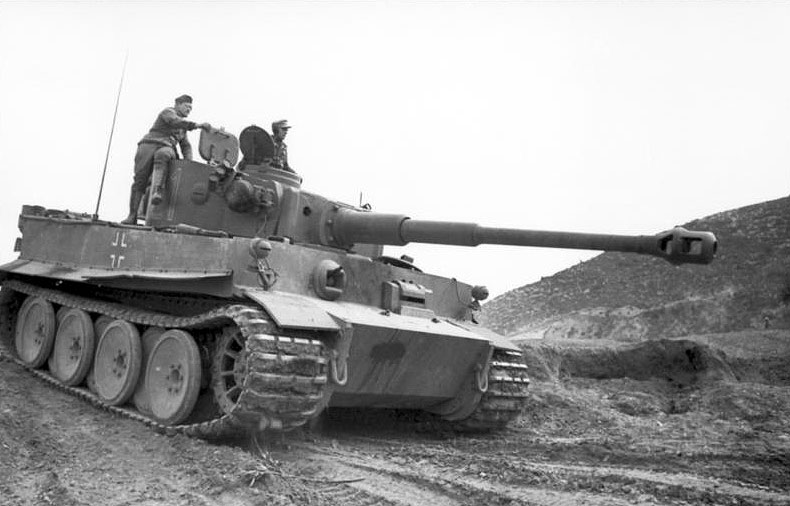
Một chiếc Tiger I được triển khai để hỗ trợ Quân đoàn châu Phi hoạt động tại Tunisia vào tháng 1 năm 1943

Chiếc Tiger lần đầu tiên được sử dụng chiến đấu ngày 23 tháng 9 năm 1942 gần Leningrad. Dưới áp lực từ Hitler, xe tăng này được đưa vào hoạt động sớm hơn nhiều tháng so với kế hoạch. Nhiều model đầu tiên chứng minh không đáng tin cậy về máy móc; trong lần tham chiến đầu tiên này, nhiều chiếc đã hư hỏng. Những chiếc khác bị loại khỏi vòng chiến bởi các khẩu súng chống tăng Liên Xô. Một chiếc bị bắt giữ hầu như trong tình trạng nguyên vẹn, cho phép người Liên Xô nghiên cứu và chuẩn bị đối phó.
Trong những hoạt động đầu tiên của Tiger ở Bắc Phi, nó có khả năng áp chế những chiếc xe tăng của Đồng Minh trên những vùng đất rộng. Tuy nhiên, những hư hỏng thường xuyên về máy móc đồng nghĩa với việc hiếm khi có hơn vài chiếc Tiger tham chiến. Theo kinh nghiệm từng được rút ra ở Leningrad, ít nhất một chiếc Tiger đã bị hạ bởi các súng chống tăng six-pounder của Anh.

### Tính cơ động và hoả lực

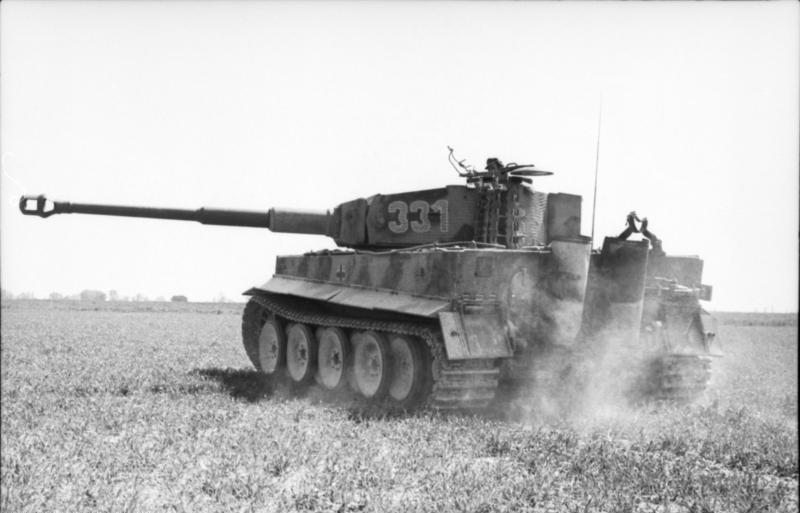
Một chiếc Tiger I của Waffen-SS tại Pháp

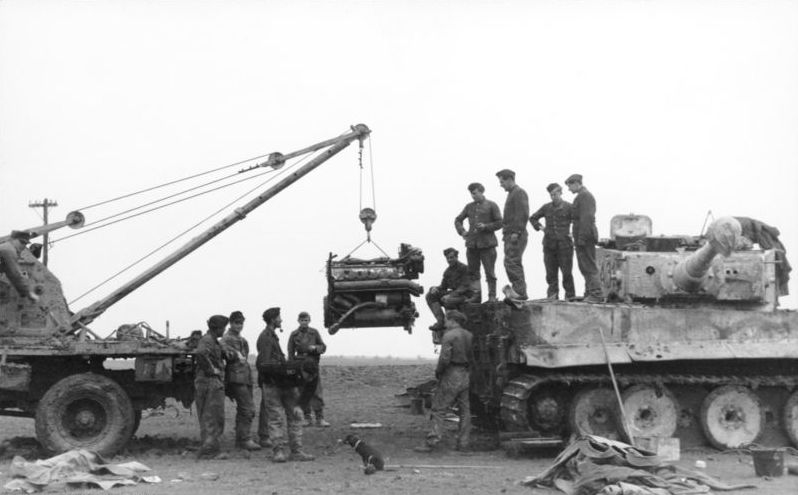
Một chiếc Tiger I đang được sửa động cơ

Trọng lượng quá nặng của chiếc xe hạn chế số cây cầu Tiger có thể đi qua và khả năng đâm xuyên qua các toà nhà, vốn có thể có tầng hầm, có nguy cơ làm tăng bị kẹt. Một điểm yếu khác là tốc độ di chuyển chậm của tháp pháo thủy lực. Tháp pháo cũng có thể được xoay chuyển bằng tay, nhưng cách này hiếm khi được sử dụng, ngoại trừ cho những chỉnh sửa rất nhỏ.
Những chiếc Tiger ban đầu có tốc độ tối đa khoảng 45 km/h trên địa hình tối ưu. Tốc độ này không được khuyến khích trong hoạt động thông thường và càng không được áp dụng trong huấn luyện. Kíp lái được ra lệnh không để vượt quá tốc độ vòng quay 2.600 rpm vì các vấn đề về độ tin cậy với những động cơ Maybach thời kỳ đầu với tốc độ vòng quay tối đa 3000. Để giải quyết điều này, tốc độ tối đa của Tiger bị giảm xuống còn khoảng 38 km/h bằng việc lắp đặt một bộ phận kiểm soát động cơ, giảm số vòng quay của động cơ Maybach HL 230 xuống 2600 rpm (các động cơ HL 210 được dùng trên những model ban đầu). Dù chậm hơn những chiếc xe tăng hạng trung thời kỳ đó, với tốc độ trung bình khoảng 45 km/h, xe tăng Tiger vẫn có tốc độ đáng khâm phục với một chiếc xe tăng có trọng lượng và kích thước như thế, nặng gần gấp đôi một chiếc M4 Sherman hay T-34.
Chiếc Tiger luôn gặp vấn đề về độ tin cậy trong suốt thời gian hoạt động của nó; các đơn vị Tiger thường tham chiến không đủ sức mạnh vì các vấn đề hỏng hóc. Hiếm khi các đơn vị Tiger hoàn thành một cuộc hành quân trên đường mà không mất một số chiếc vì hư hỏng. Chiếc xe tăng này cũng có bán kính chiến đấu kém (khoảng cách một phương tiện chiến đấu có thể đi và quay trở lại, trong các điều kiện chiến đấu thông thường, mà không cần tiếp thêm nhiên liệu). Vì bánh xích rất rộng, Tiger có áp lực trên mặt đất thấp hơn nhiều loại xe tăng nhỏ hơn khác, ngoại trừ duy nhất là chiếc T-34 của Liên Xô.
Nhìn chung, Tiger I đòi hỏi một chế độ bảo trì cao, và dễ bị trục trặc nếu các bảo dưỡng cơ khí định kỳ không được thực hiện. Cộng với trọng lượng lớn của Tiger I, khi nó bị hư hại hoặc bị hỏng hóc, lính Đức phải rất khó khăn để kéo xe về sửa chữa. Nhiều chiếc Tiger I đã bị phá hủy bởi chính tổ lái, khi việc sửa chữa hỏng hóc không thể thực hiện được do điều kiện chiến trường.

### Tổ chức chiến thuật

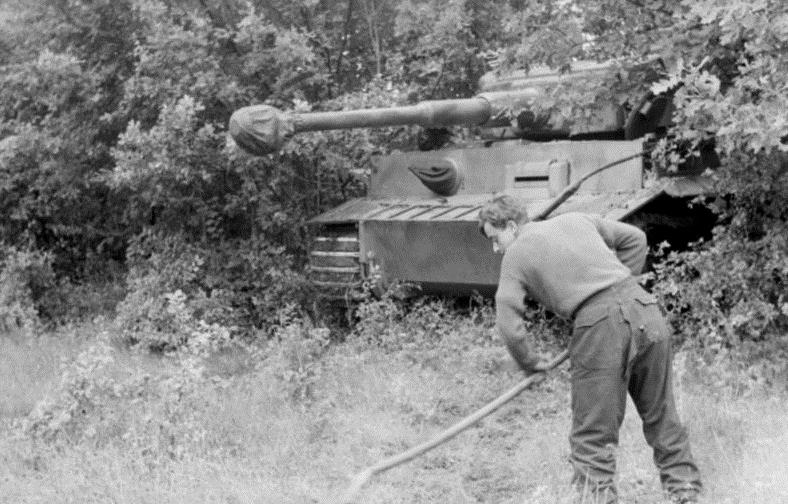
Một chiếc Tiger I ngụy trang ở vị trí phòng ngự tĩnh

Những chiếc Tiger thường được sử dụng trong những tiểu đoàn tăng hạng nặng (Schwere-Panzer-Abteilung) nằm dưới quyền chỉ huy của quân đội. Những tiểu đoàn này có thể được triển khai tới những khu vực quan trọng, hoặc cho các chiến dịch đột phá hay, thường thấy hơn, để phòng ngự. Vài sư đoàn được ưa chuộng, như Grossdeutschland hay một số sư đoàn có số lượng xe ít của Waffen-SS có số tăng Tiger chưa đủ số đầu ngón tay.
Ban đầu chiếc Tiger được thiết kế như một vũ khí tấn công đột phá, nhưng tới khi chúng đi vào hoạt động, tình thế quân sự đã thay đổi nhiều, và chúng chủ yếu được dùng vào phòng ngự như các đơn vị pháo di động. Không may thay, điều này cũng có nghĩa những chiếc Tiger thường phải di chuyển từ chỗ này sang chỗ khác khiến chúng càng gặp các vấn đề kỹ thuật. Vì thế, hầu như không có thời điểm nào bất kỳ một đơn vị Tiger nào tham chiến với đầy đủ sức manh. Hơn nữa, chống lại những mẫu xe tăng Liên Xô và Đồng Minh phương Tây với số lượng sản xuất rất lớn, thậm chí tỷ lệ tiêu diệt 10:1 cũng là không đủ. Một số đơn vị Tiger thực tế đã vượt quá tỷ lệ tiêu diệt 10:1, gồm 13. Kompanie/Panzer-Regiment Großdeutschland (16.67:1), schwere SS-Panzer-Abteilung 103 (12.82:1) và schwere Panzer-Abteilung 502 (13.08:1). Những con số này phải được đặt so sánh với chi phí cơ hội của loại tăng Tiger đắt đỏ. Mỗi chiếc Tiger đắt gấp bốn lần chi phí sản xuất súng tấn công Sturmgeschütz III.

### Một số trận đánh

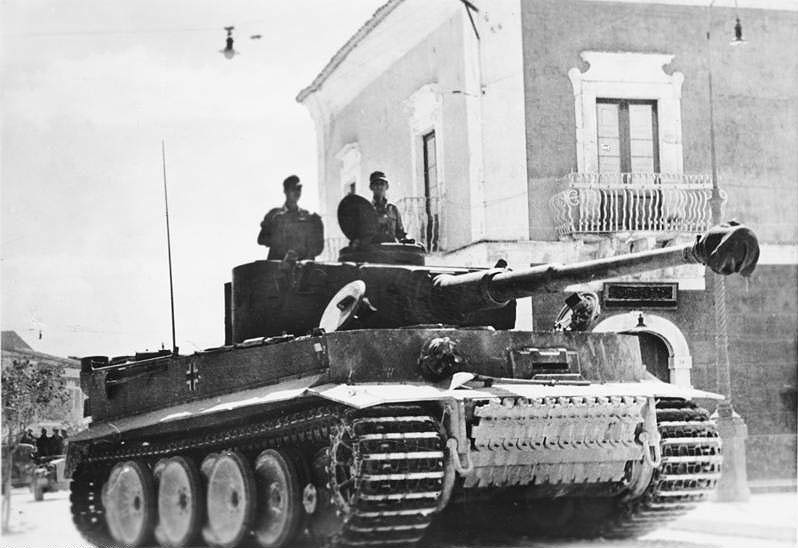
Một chiếc Tiger I tại Sicilia năm 1943

Ngày 7 tháng 7 năm 1943, một chiếc Tiger duy nhất dưới quyền chỉ huy của SS-Oberscharführer Franz Staudegger thuộc Trung đội số 2, Đại đội Panzer số 13, Sư đoàn SS số 1 Leibstandarte SS Adolf Hitler đã tham chiến với một nhóm khoảng 50 chiếc T-34 quanh Psyolknee (khu vực phía nam của góc lồi Đức trong Trận Kursk). Staudegger sử dụng tất cả đạn dược của mình và tuyên bố tiêu diệt 22 xe tăng Liên Xô, trong khi số còn lại phải rút chạy. Vì chiến công này, ông được trao Huân chương chữ thập hiệp sĩ.
Tên tuổi Tiger đặc biệt gắn liền với SS-Hauptsturmführer Michael Wittmann thuộc schwere SS-Panzerabteilung 101. Ông đã phục vụ từ những chức vụ thấp nhất, chỉ huy nhiều loại phương tiện và cuối cùng là một chiếc Tiger I. Trong Trận Villers-Bocage, Trung đội của ông đã tiêu diệt hơn hai tá phương tiện của Đồng Minh, gồm nhiều xe tăng.
Hơn 10 chỉ huy Tiger đã tuyên bố thành tích tiêu diệt hơn 100 phương tiện mỗi người, gồm Kurt Knispel với 168 chiếc, Walter Schroif với 161 chiếc, Otto Carius với 150+, Johannes Bölter với 139+, và Michael Wittmann với 138.
Tiger I được cho là có tỷ lệ tiêu diệt 5.74 trên mỗi thiệt hại, với 9,850 xe tăng địch bị tiêu diệt với 1,715 Tiger mất. Điều quan trọng cần lưu ý rằng số Tiger I bị mất cao hơn con số chế tạo (1,347), bởi Wehrmacht tính tổn thất bao gồm cả những xe tăng bị hư hại nặng cần phải sửa chữa lớn.

## Phản ứng của Đồng Minh

### Ở mặt trận phía Tây

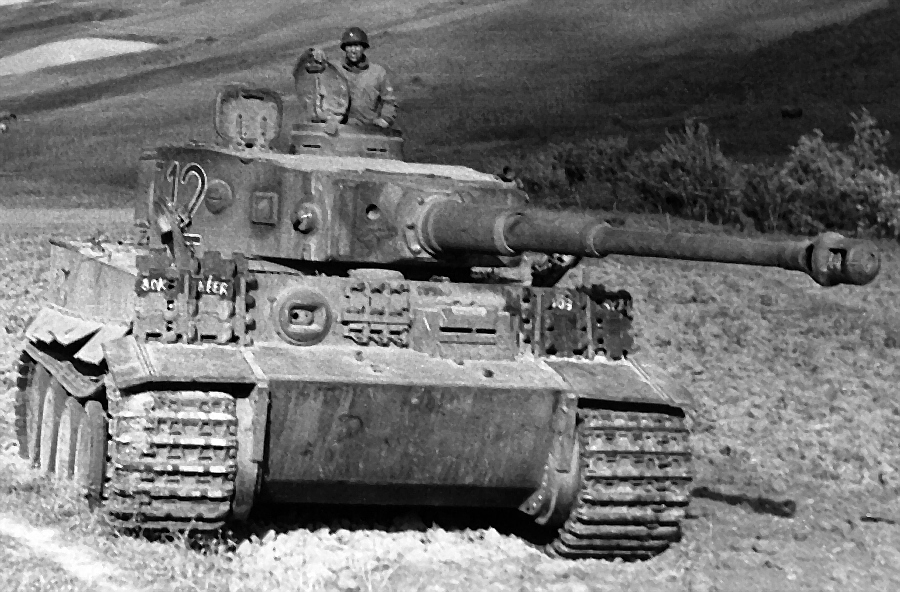
Một chiếc Tiger bị bắt tại Tunis vào năm 1943

Quân đội Mỹ ít có chuẩn bị để chiến đấu chống lại Tiger dù họ có đánh giá rằng loại xe tăng mới được đưa vào tham chiến của Đức vượt trội hơn tăng của họ. Kết luận này một phần dựa trên ước tính chính xác rằng Tiger có thể chỉ được đưa ra với số lượng khá nhỏ. Ở thời điểm sau này trong cuộc chiến, Tiger có thể bị bắn xuyên ở cự ly ngắn bởi các xe tăng và pháo chống tăng được trang bị súng M1 76 mm bắn đạn HVAP, ở tầm xa với súng M2/M3 90mm AA/AT bắn HVAP, và bởi pháo chống tăng M36 và M26 Pershing ở cuối cuộc chiến.
Trái lại, người Anh với nhiều kinh nghiệm hơn đã quan sát thấy sự ngày càng gia tăng trong vỏ giáp và hoả lực của tăng Đức từ năm 1940 và đã lường trước nhu cầu với những loại súng chống tăng lớn hơn. Công việc phát triển Ordnance QF 17 pounder đã bắt đầu hồi cuối năm 1940 và tới năm 1942 100 súng sản xuất đầu tiên được gửi tới Bắc Phi để giúp chống lại mối đe doạ mới từ Tiger. Điều đáng ngạc nhiên là chúng được vội vàng gửi tới trước khi các giá đỡ thích hợp được phát triển, và các súng phải được lắp trên các giá đỡ của lựu pháo 25-pounder.
Những nỗ lực đã được thực hiện nhằm đưa các Cruiser tank được trang bị súng 17 pounder vào hoạt động. Loại A30 Challenger đã sẵn sàng ở giai đoạn nguyên mẫu năm 1942, nhưng loại tăng này được bảo vệ kém và không đáng tin cậy, và chỉ được đưa ra với số lượng hạn chế (khoảng 200 chiếc được chế tạo), dù các kíp lái ưa thích nó vì tốc độ. Chiếc Sherman trang bị súng 17, loại Sherman Firefly, là một thành công đáng chú ý dù nó chỉ được coi là một thiết kế tạm thời. Những chiếc Firefly đã có những thành công trong đối đầu với Tiger (trong một trận nổi tiếng, chỉ một chiếc Firefly duy nhất đã tiêu diệt 3 chiếc Tiger trong 12 phút với năm phát bắn) và hơn 2,000 chiếc đã được chế tạo trong chiến tranh. Năm loại xe tăng khác nhau được trang bị súng 17-pounder của Anh và súng tự phóng đã tham chiến trong chiến tranh: chiếc A30 Challenger, chiếc A34 Comet, chiếc Sherman Firefly, chiếc 17pdr SP Achilles và 17pdr SP Archer.
Quân đội New Zealand chiến đấu ở Florence đương đầu với những chiếc Tiger theo nhiều cách, gồm cả che mắt kíp lái Tiger bằng khói, bắn chặn bằng pháo hạng trung HE và bằng cách sử dụng các đội chống tăng chuyên nghiệp.

### Ở mặt trận phía Đông

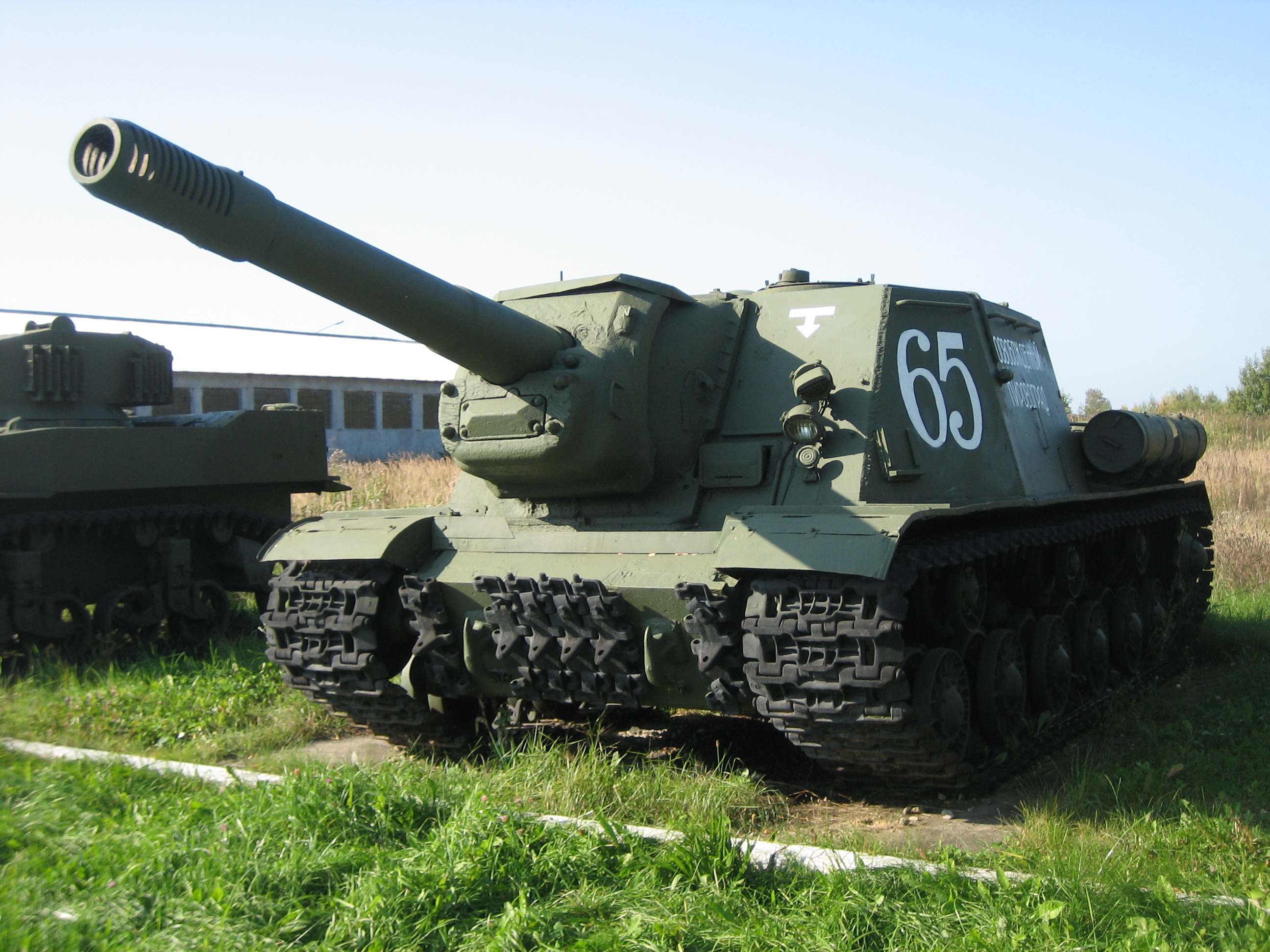
Pháo tự hành ISU-152 được mệnh danh là "Kẻ giết thú" nhờ khả năng tiêu diệt xe tăng Tiger chỉ với 1 phát bắn trúng đích

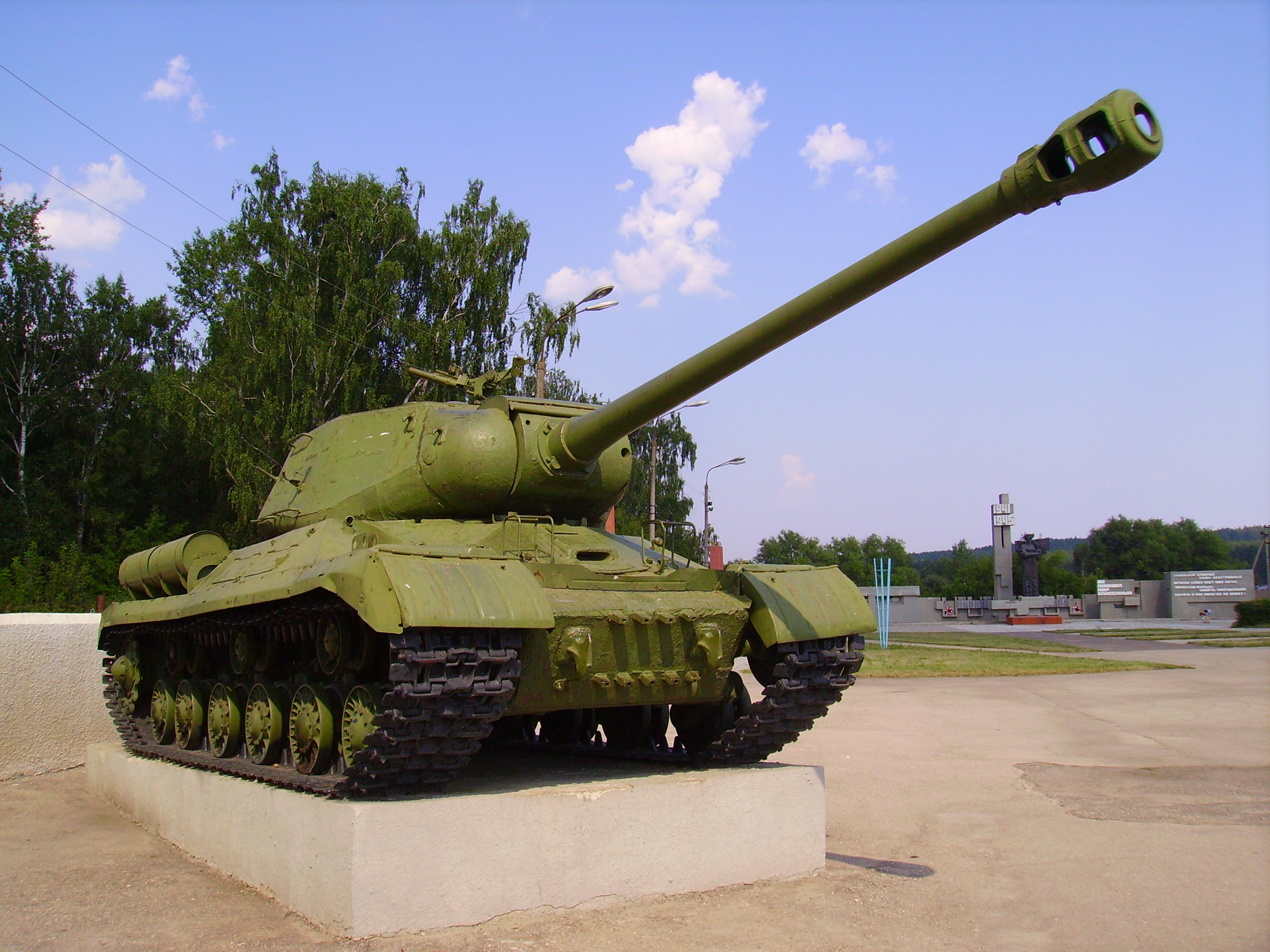
Xe tăng hạng nặng IS-2 được thiết kế để hạ gục Tiger

Cách phản ứng ban đầu của Liên Xô là khởi động lại việc sản xuất súng chống tăng 57 mm ZiS-2 (việc sản xuất loại súng này đã dừng năm 1941 để nhường chỗ cho những kiểu nhỏ hơn và rẻ hơn). ZiS-2 có khả năng xuyên giáp tốt hơn súng chống tăng F-34 76 mm (được dùng trên hầu hết xe tăng Hồng quân, nhưng không đủ mạnh để chống lại) - với những viên đạn APCR, nó có thể xuyên dễ dàng vào lớp giáp trước của Tiger. Một số lượng nhỏ T-34 đã được trang bị một phiên bản trên xe tăng của ZiS-2 nhưng nó không thể bắn đạn có sức công phá đủ mạnh, cuối cùng biến nó thành một loại pháo tăng không thích hợp. Thay vào đó, súng phòng không 85mm 52-K đã được sửa đổi để sử dụng trên xe tăng. Ban đầu nó được dùng trên pháo tự hành SU-85 (dựa trên một khung gầm T-34) từ tháng 8 năm 1943, loại pháo này có thể bắn thủng giáp trước của Tiger I từ cự ly 500 – 1.000 mét. Tới mùa xuân năm 1944, chiếc T-34-85 xuất hiện; chiếc T-34 có pháo nâng cấp này có hoả lực tương đương SU-85, nhưng với ưu thế là pháo được lắp đặt trên tháp pháo nên linh động hơn. Loại SU-85 bị lạc hậu và được thay thế bởi SU-100, lắp một pháo tăng D-10 100 mm, có thể xuyên thấu tấm giáp đứng 185 mm ở khoảng cách 1.000 m, và vì thế có thể dễ dàng xuyên qua lớp giáp trước của Tiger ở khoảng cách tới 2.000 mét.
Tháng 5 năm 1943, Hồng quân triển khai SU-152, và sau đó được thay thế bằng ISU-152 năm 1944. Các pháo tự hành này sử dụng loại lựu pháo 152 mm được đặt trên thân xe KV-1 và IS2. SU-152 được dự định trở thành một loại pháo hỗ trợ tầm gần chống lại các pháo đài của Đức hơn là đương đầu với xe tăng địch, nhưng cả nó và loại ISU-152 sau này đều cho thấy rất hữu hiệu trong việc chống trả các xe tăng hạng nặng của Đức, và được đặt biệt hiệu Zveroboy (thường được dịch là "Kẻ săn thú") vì điều đó. Loại đạn xuyên giáp 152mm nặng hơn 45 kg của SU-152 có thể xuyên thủng lớp giáp trước của Tiger từ khoảng cách 1.000 m. Những viên đạn nổ phá (HE) nặng 48 kg có sức phá hủy cực mạnh của SU-152 thì có thể làm vỡ nát vỏ giáp và giết chết kíp lái của một chiếc Tiger chỉ bằng 1 phát trúng đích, bất kể cự ly bắn là bao xa. Tuy nhiên, kích cỡ và trọng lượng của đạn đồng nghĩa với việc cả hai loại xe đều có tốc độ bắn thấp và mỗi xe chỉ có thể mang theo 20 viên đạn.
Tháng 2 năm 1944 ở chiến dịch Korsun-Shevchenko, Ukraine, Liên Xô tung ra loại xe tăng hạng nặng IS-2 có lớp giáp mặt trước dày tới 200mm và trang bị pháo 122mm rất mạnh. So với Tiger I, IS-2 vượt trội hơn hẳn cả về vỏ giáp và hỏa lực, sự xuất hiện của IS-2 khiến Tiger I không còn ưu thế nữa. Trong 1 trận đấu tăng nổi tiếng, anh hùng Liên Xô là Ivan Ivanovich Khitsenko đã điều khiển 1 chiếc IS-2 hạ 5 chiếc Tiger trước khi tử trận.
Theo tài liệu Đức, cự ly mà Tiger I có thể bắn xuyên giáp trước của IS-2 chỉ khoảng 300 mét, trong khi pháo 122mm của IS-2 có thể bắn thủng giáp trước của Tiger I từ cự ly 1.500 mét, như vậy nếu đấu trực diện từ cự ly xa thì Tiger I không có cơ hội chiến thắng khi gặp IS-2. Vị tướng xe tăng Heinz Guderian của Đức đã từng kiểm tra một chiếc IS-2 hư hại bị quân Đức bắt được. Sau khi kiểm tra vỏ giáp và hỏa lực của IS-2, Guderian kết luận rằng "xe tăng Stalin" có sức mạnh vượt trội so với Tiger I. Ông viết: "Đừng tham gia vào một trận đánh với xe tăng Stalin nếu không có ưu thế áp đảo về số lượng. Tôi tin rằng để hạ mỗi chiếc IS, chúng ta phải huy động toàn bộ một trung đội Tiger (gồm 3 chiếc). Bất kỳ một nỗ lực nào nhằm đem Tiger đánh một-chọi-một với IS chỉ có thể dẫn đến sự mất mát một cỗ máy chiến tranh quý giá của Đức". Ngay sau đó, các quy tắc chiến thuật mới đã được đưa ra cho lính tăng Đức: tránh đối đầu trực diện với IS-2 mà phải tìm cách phục kích và khai hỏa bất ngờ, khi bắn phải luôn tìm cách nhắm vào sườn và hông của IS-2 (nơi có vỏ giáp mỏng hơn), và chỉ nên bắn ở cự ly gần.

## Những chiếc còn lại

### Tiger 131

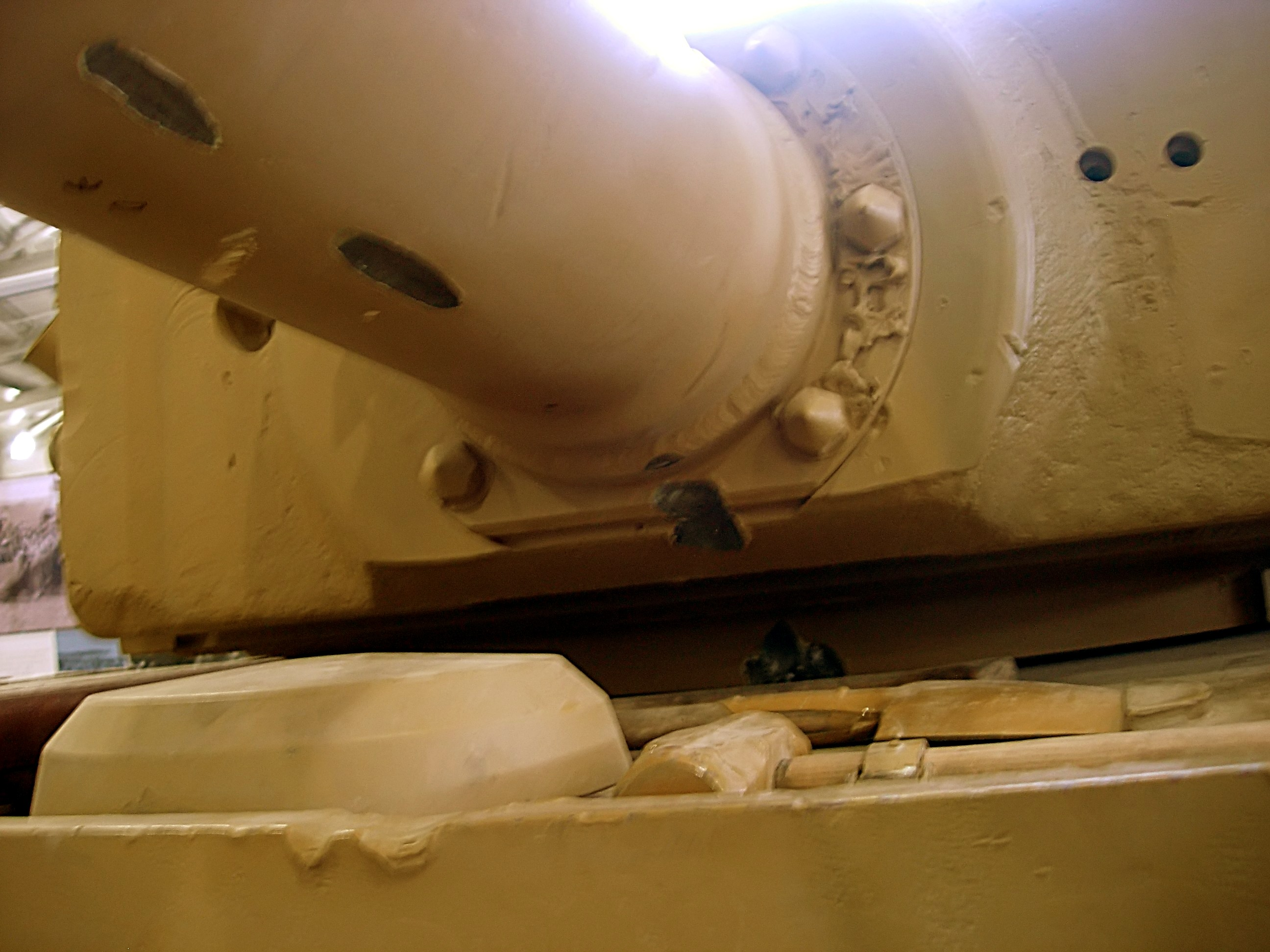
Hư hại làm hỏng tháp pháo chiếc Tiger 131

Ngày 21 tháng 4 năm 1943, một chiếc Tiger thuộc tiểu đoàn tăng hạng nặng Đức số 504, với tháp pháo số 131, bị bắt giữ trên một quả đồi được gọi là Djebel Djaffa ở Tunisia. Một viên đạn từ một chiếc xe tăng Churchill thuộc Trung đoàn Tăng Hoàng gia số 48 của Anh đã bắn trúng tháp pháo của Tiger và nảy bật ra kẹt vào dưới, khiến tháp pháo không thể di chuyển và làm bị thương chỉ huy xe. Kíp lái thoát ra và chiếc xe tăng bị bắt giữ.Bản mẫu:Pn Chiếc xe tăng đã được sửa chữa và trưng bày tại Tunisia trước khi được gửi về Anh cho một cuộc nghiên cứu toàn diện.
Ngày 25 tháng 9 năm 1951, chiếc xe tăng bị bắt được Bộ Quân nhu chính thức chuyển giao cho Bảo tàng Tăng Bovington. Tháng 6 năm 1990, chiếc xe tăng được đưa khỏi nơi trưng bày và bắt đầu được khôi phục. Công việc này được tiến hành bởi bảo tàng và Tổ chức Sửa chữa Căn cứ Quân sự tiến hành và chiếc tăng hầu như được dỡ ra toàn bộ. Động cơ Maybach HL230 từ một chiếc Tiger II trong bảo tàng được lắp thay thế (ban đầu nó được lắp một động cơ Maybach HL210 hơi nhỏ hơn), cùng với một hệ thống chống cháy hiện đại trong khoang động cơ. Tháng 12 năm 2003, chiếc Tiger 131 quay trở lại bảo tàng, đã được phục chế và ở trong điều kiện sẵn sàng hoạt động. Một lời kêu gọi đang được đưa ra nhằm gây quỹ bảo trì chiếc xe tăng này.

### Khác
Với số lượng chế tạo ít ỏi, rất ít xe Tiger I còn tồn tại tới sau cuộc chiến và thoát được tình trạng bị dỡ làm phế liệu sau chiến tranh. Nhiều thành phần lớn đã bị tận dụng trong nhiều năm, nhưng việc phát hiện một phương tiện (ít hay nhiều) còn trọn vẹn đã từ lâu không diễn ra. Ngoài chiếc Tiger 131, năm chiếc Tiger khác vẫn còn, ở những địa điểm dưới đây:
- Musée des Blindés tại Saumur, Pháp. Trong điều kiện tốt. Trưng bày ngoài trời. Nó được trang bị các xích hẹp. chiếc Tiger này thuộc Đại đội số 2 của Tiểu đoàn Panzer Hạng nặng SS 102, được tìm thấy tại Cauville, và đã bị kíp lái bỏ lại sau khi hư hỏng máy. Nó được biên chế lại với tên gọi Colmar cho liên đội số 2 thuộc Trung đoàn Cuirassier số 6, tiến về phía nước Đức.
- Vimoutiers, Pháp. Trong điều kiện kém. Để ngoài trời. Đã bị hư hỏng nặng do kíp lái phá huỷ sau khi bỏ nó năm 1944.
- Bảo tàng Tăng Kubinka, Moskva, Nga. Trong điều kiện tốt. Trưng bày ngoài trời.
- Bảo tàng Lịch sử Quân sự Lenino-Snegiri, Nga. Trong điều kiện rất tồi. Trước kia từng bị dùng làm mục tiêu bắn thử đạn. Trưng bày ngoài trời và thường bị phá hoại.
- Bảo tàng Quân nhu Quân đội Mỹ, Aberdeen Proving Ground, Hoa Kỳ. Ở điều kiện tốt. Hầu hết phần trái thân và tháp pháo đã bị cắt hồi cuối thập niên 1940 để trưng bày và đào tạo. Chiếc tăng này hiện ở tại Wheatcroft Collection để khôi phục, nhưng nó sẽ nhanh chóng quay trở lại Mỹ.

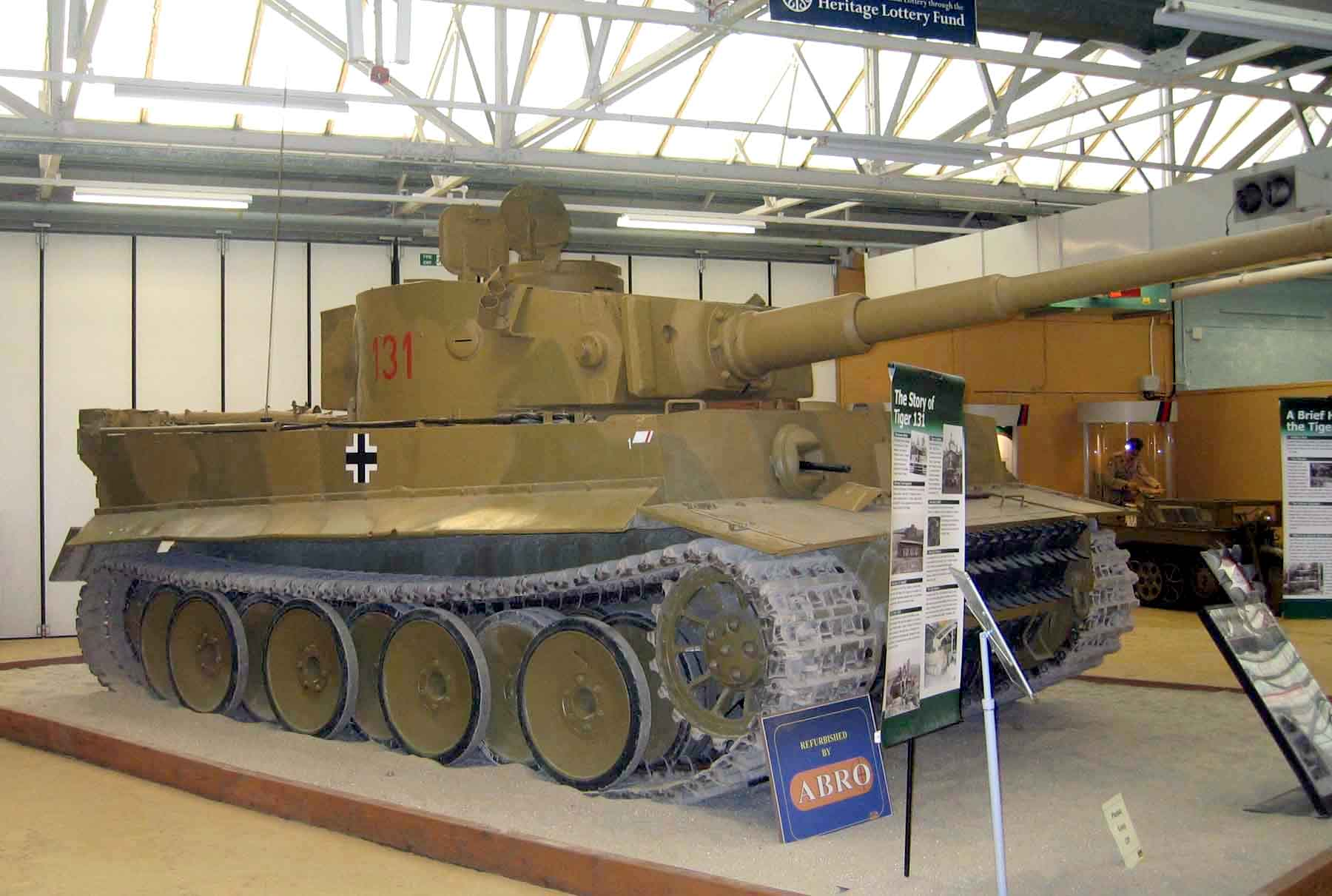
Tiger 131, Bảo tàng Tăng Bovington, Anh Quốc
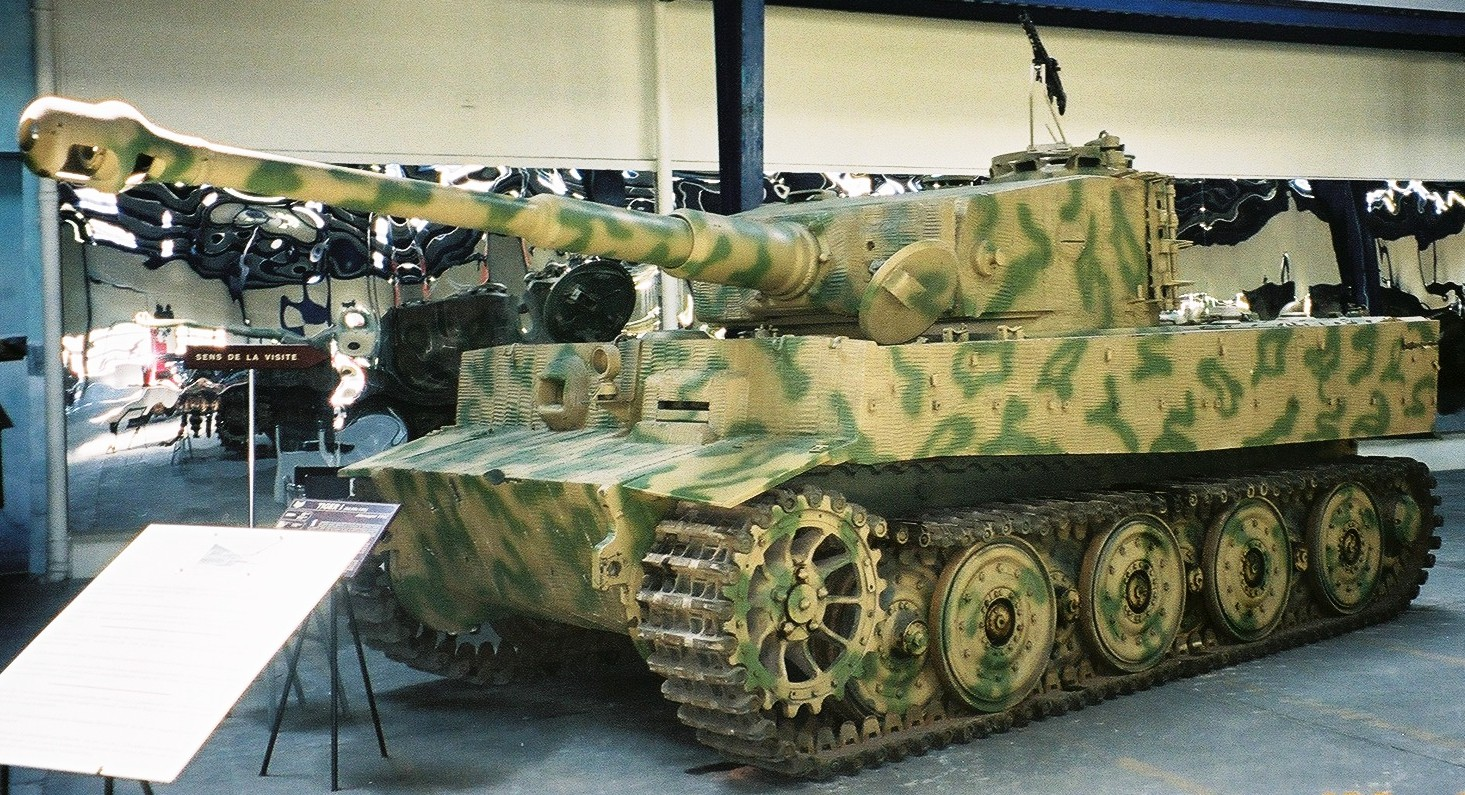
Tiger Colmar, Musée des Blindés, Saumur, Pháp
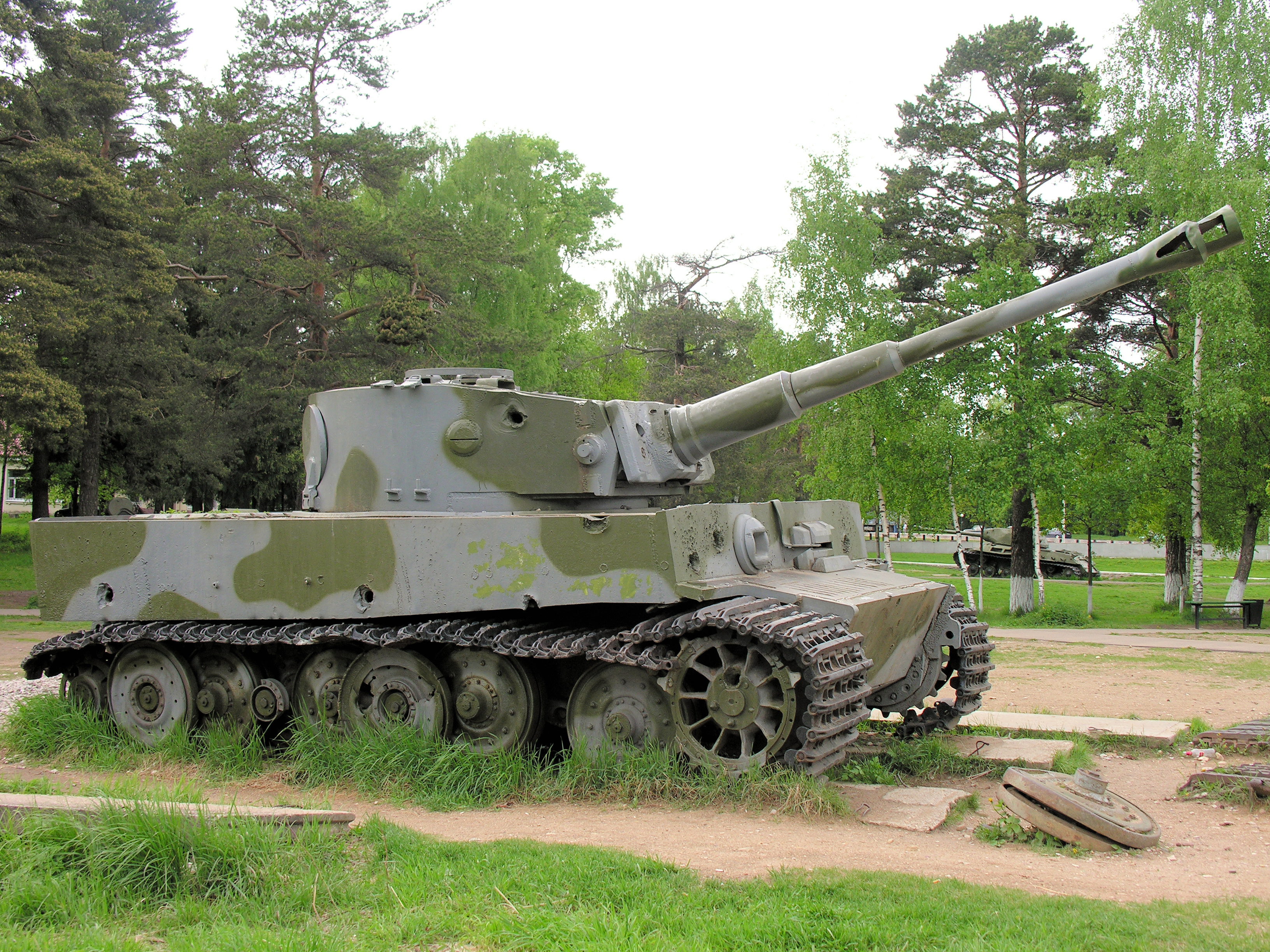
Bảo tàng Lịch sử Quân sự Lenino-Snegiri, Nga